# Niek Brink
Niek Brink (ur.  1980) – holenderski brydżysta.

## Wyniki brydżowe

### Zawody światowe
W światowych zawodach zdobył następujące lokaty:
| Mistrzostwa Świata. Konkurencja teamów | Mistrzostwa Świata. Konkurencja teamów | Mistrzostwa Świata. Konkurencja teamów     | Mistrzostwa Świata. Konkurencja teamów | Mistrzostwa Świata. Konkurencja teamów | Mistrzostwa Świata. Konkurencja teamów |
| Rok                                    | Miejsce                                | Zawody                                     | Kategoria                              | Drużyna                                | Pozycja                                |
| -------------------------------------- | -------------------------------------- | ------------------------------------------ | -------------------------------------- | -------------------------------------- | -------------------------------------- |
| 2002                                   | Brugia                                 | 1(B). Akademickie Mistrzostwa Świata Temów | Open                                   | Netherlands                            | 3                                      |
| 2001                                   | Mangaratiba                            | 8. Młodzieżowe Mistrzostwa Świata Teamów   | Juniorzy                               | Netherlands                            | 7                                      |

| Mistrzostwa Świata. Konkurencja par | Mistrzostwa Świata. Konkurencja par | Mistrzostwa Świata. Konkurencja par  | Mistrzostwa Świata. Konkurencja par | Mistrzostwa Świata. Konkurencja par | Mistrzostwa Świata. Konkurencja par |
| Rok                                 | Miejsce                             | Zawody                               | Kategoria                           | Partner                             | Pozycja                             |
| ----------------------------------- | ----------------------------------- | ------------------------------------ | ----------------------------------- | ----------------------------------- | ----------------------------------- |
| 2003                                | Tata                                | 5 Młodzieżowe Mistrzostwa Świata Par | Juniorzy                            | Steve de Roos                       | 11                                  |
| 2001                                | Stargard                            | 4 Mistrzostwa Świata Par Juniorów    | Juniorzy                            | Bart Groosman                       | 71                                  |
| 1999                                | Nymburk                             | 3 Mistrzostwa Świata Par Juniorów    | Juniorzy                            | Bart Groosman                       | 40                                  |
| 1997                                | Santa Sofia Forlí                   | 2 Mistrzostwa Świata Par Juniorów    | Juniorzy                            | Sjoert Brink                        | 124                                 |

### Zawody europejskie
W europejskich zawodach zdobył następujące lokaty:
| Zawody europejskie. Konkurencja teamów | Zawody europejskie. Konkurencja teamów | Zawody europejskie. Konkurencja teamów   | Zawody europejskie. Konkurencja teamów | Zawody europejskie. Konkurencja teamów | Zawody europejskie. Konkurencja teamów |
| Rok                                    | Miejsce                                | Zawody                                   | Kategoria                              | Drużyna                                | Pozycja                                |
| -------------------------------------- | -------------------------------------- | ---------------------------------------- | -------------------------------------- | -------------------------------------- | -------------------------------------- |
| 2004                                   | Praga                                  | 19 Młodzieżowe Mistrzostwa Europy Teamów | Juniorzy                               | Netherlands                            | 7                                      |
| 2002                                   | Torquay                                | 18 Młodzieżowe Mistrzostwa Europy Teamów | Juniorzy                               | Netherlands                            | 8                                      |
| 2000                                   | Antalya                                | 17 Młodzieżowe Mistrzostwa Europy Teamów | Juniorzy                               | Netherlands                            | 2                                      |
| 1998                                   | Wiedeń                                 | 16 Młodzieżowe Mistrzostwa Europy Teamów | Młodzież Szkolna                       | Netherlands                            | 2                                      |
| 1996                                   | Cardiff                                | 15 Młodzieżowe Mistrzostwa Europy Teamów | Młodzież Szkolna                       | Netherlands                            | 9                                      |

| Zawody europejskie. Konkurencja par | Zawody europejskie. Konkurencja par | Zawody europejskie. Konkurencja par | Zawody europejskie. Konkurencja par | Zawody europejskie. Konkurencja par | Zawody europejskie. Konkurencja par |
| Rok                                 | Miejsce                             | Zawody                              | Kategoria                           | Partner                             | Pozycja                             |
| ----------------------------------- | ----------------------------------- | ----------------------------------- | ----------------------------------- | ----------------------------------- | ----------------------------------- |
| 2001                                | Sorrento                            | 11 Mistrzostwa Europy Par           | Open                                | Bart Groosman                       | 68                                  |

## Klasyfikacja
- Niek Brink – klasyfikacja EBL (ang.)
- Niek Brink – klasyfikacja WBF (ang.)